# Spreewaldgurkor

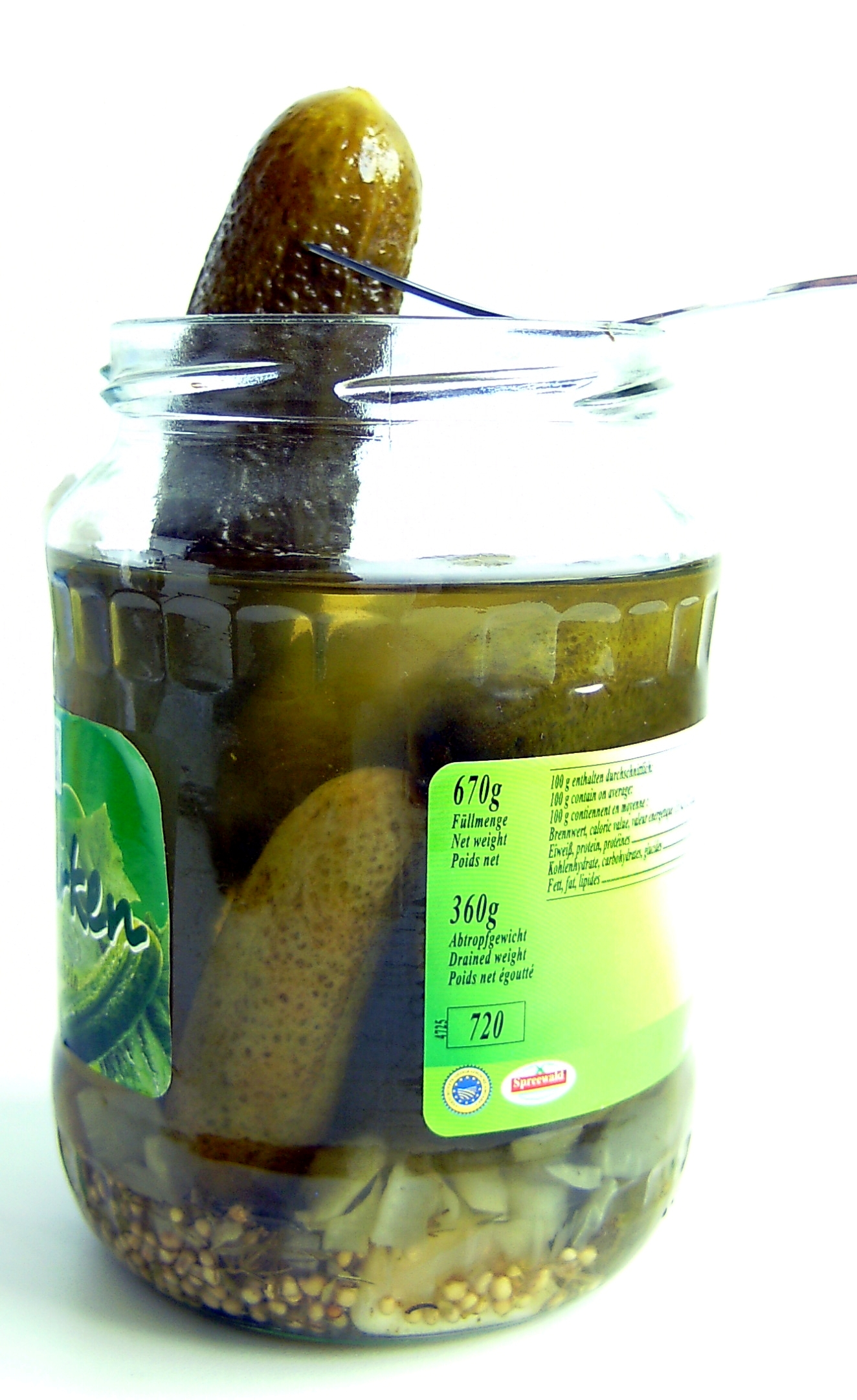
Spreewaldgurkor i vitlöksinläggning.

Spreewaldgurkor, tyska: Spreewälder Gurken, är en av Europeiska unionen skyddad ursprungsbeteckning för inlagd gurka från Spreewald i Brandenburg, Tyskland.

## Historia
Den tyske författaren och Brandenburgskildraren Theodor Fontane skrev på 1870-talet att Spreewaldgurkan tillhörde regionens främsta livsmedelsprodukter:
| ”                                                         | Spreewaldprodukterna har sin främsta stapelplats i Lübbenau och skickas härifrån ut i världen. Bland dessa produkter är gurkorna de främsta. Under ett av de senaste åren sålde en enda handlare 800 skock (motsv. 48 000 enheter). Det räcker inte långt i Hamburg eller Liverpool, där man är van att räkna i laster och ton, men "var plats har sin måttstock", och med det i åtanke visar 800 skock på ett gott rykte. | „ |
| – Theodor Fontane, Wanderungen durch die Mark Brandenburg | |   |

Den fuktiga humusrika jorden och klimatet i Spreewald är lämpliga för odling av gurkor. Den karakteristiska smaken kommer från inläggningsprocessen och de tillsatta kryddorna. För att få använda den skyddade ursprungsbeteckningen måste inläggningen ske i Spreewaldregionen och de använda gurkorna måste till minst 70 procent ha odlats i regionen. 
Inläggningsprocessen tog tidigare flera veckor i stora fat, men idag tar bearbetningen endast någon dag, oavsett om det rör sig om senapsgurka, kryddinläggningar eller ättiksgurka. Vid bearbetningen i de omkring 20 olika inläggerierna hettas gurkorna upp till omkring 70 grader C med tillsats av natronlut. Kryddor som basilika, citronmeliss, vinblad, körsbärsblad eller hasselblad används för smaksättning.
Under Östtyskland producerades Spreewaldgurkor av det statliga företaget VEB Spreewaldkonserve Golssen. Efter Tysklands återförening 1990 var Spreewaldgurkor en av få östtyska produkter som även i fortsättningen fanns tillgängliga i handeln utan avbrott. De säljs under beteckningen Spreewälder Gurken som sedan mars 1999 är en skyddad ursprungsbeteckning inom EU. 

## I populärkulturen
I filmen Good Bye, Lenin! från 2003, i regi av Wolfgang Becker, spelar gurkorna en viktig roll i huvudpersonens försök att återskapa ett idealiserat Östtyskland.